# Босильчич, Иван
Иван Босильчич  (серб. Иван Босиљчић, Ivan Bosiljčić) — сербский актёр театра и кино.

## Биография

### Детство
Родился в Ужице 15 января 1979 года в Сербии. Постоянный член драматической труппы в Народном театре в Белграде. В 2001 году окончил Академию искусств в Нови-Саде. В настоящее время работает и живёт в Белграде. Благодаря голосу и пластике стал одним из известных актёров современного музыкального театра в Белграде. 16 лет активно занимался народными танцами. Снимался в фильмах на английском, русском, итальянском, испанском и сербском языках. Участвовал в музыкально-поэтических вечерах по всей Сербии. С 2014 года начал педагогическую деятельность в качестве ассистента профессора В. Огненович в Академии прекрасного искусства.

### Награды
- «Златни ћуран» — за лучшее исполнение роли Бранко в спектакле «Избирачица» на 43 Театральном фестивале лучших комедийных постановок Сербии — Дни комедии в Ягодине (2014).
- «Стеријина награда» за роль Манета в мюзикле «Зона Замфирова» (2013).
- Актёрская пара 2012 года, Иван Босильчич — Слобода Мичалович, «Непобедиво срце», Филмски сусрети у Нишу.
- Премия года театра на Теразијама 2010 года за роль Дон Жереа в спектакле «Глорија».
- Актёрская пара 2010 года. Иван Босильчич — Ивана Иованович, «Грех њене мајке», Филмски сусрети у Нишу.
- Актёрская пара 2009 года. Иван Босильчич — Слобода Мичалович, «Рањени орао», Филмски сусрети у Нишу.
- Лучший молодой актёр на фестивале «Дани комедије у Јагодини» в 2009 году за роль Мирка Топаловича в спектакле «Маратонци трче почасни круг».
- Лучший дебютант на Филмским сусретима у Нишу в 2008 году за роль Василия в фильме «На лепом плавом Дунаву». За эту же роль получил Премию зрителей и Премию журналистов.
- «Зоранов брк», Премия за актёрскую артистичность в спектакле «Дон Крсто» на «Данима Зорана Радмиловића» в Заечаре в 2007 году.
- Самый лучший молодой артист, «Позоришни сусрети Јоаким Вујић», Премия за роль «Луда» в спектакле «Богојављенска ноћ» в 2000 году.
- Благодаря прекрасному голосу и пластике, стал одним из известных актёров современного музыкального театра в Белграде. Лауреат самых престижных премий за актёрское мастерство в Сербии.
- В 2013 году получил премию Стерии за исполнение роли Манета в мюзикле «Зона Замфирова».

### Фильмография
- 1998—2001 ТВ сериал «Породично благо», роль — телохранитель
- 2001 Сплин — Итальянский фильм
- 2004 ТВ фильм «Te quiero Радиша», роль — «Fernando de Huares»
- 2004 ТВ фильм RAI 1 «Mone», роль — Basile
- 2005 «О штетности дувана» ТВ сериал об А. П. Чехове, роль Сергея Почитаева
- 2005 ТВ сериал «Стижу долари», роль — Бранислав Мазнић
- 2006 Короткометражный фильм «Страх од летења», роль — Иван
- 2006 Анимационный фильм «Питер Пэн 2: Возвращение в Нетландию» (серб. озвучка), роль — Мистер Сми
- 2007 ТВ сериал «М(ј)ешовити брак», роль — инспектор Бане
- 2007 ТВ сериал «Љубав, навика, паника», special guest star
- 2007 Анимационный сериал «Черепашки ниндзя» (серб. озвучка), роль — Донателло
- 2007 ТВ фильм «Где цвета лимун жут», роль — Пантелија-рањеник
- 2007/08 ТВ сериал «Љубав и мржња», роль — Бојан Лазаревић
- 2008 Анимационный фильм «Планета 51» (серб. озвучка), роль — Чак Бејкер
- 2008 Фильм и ТВ сериал «На лепом плавом Дунаву», роль — Васил
- 2009 Фильм и ТВ сериал «Рањени орао», роль — Ненад Алексић
- 2009 ТВ сериал «Грех њене мајке», роль — Бојан
- 2009 Детский ТВ фильм «Април и детективи», роль — Јеротије
- 2009 ТВ сериал «Последња аудијенција», роль — Светозар Марковић
- 2010 ТВ сериал «Сва та равница», роль — Лајко Зобар
- 2011 ТВ сериал «Непобедиво срце», роль — Мирослав Балшић
- 2012 Фильм и ТВ сериал «Шешир професора Косте Вујића», роль — профессор Стеван Мокрањац
- 2012 ТВ сериал «Јагодићи», роль — Лајко Зобар
- 2013 Анимационный фильм «Холодное сердце» (серб. озвучка), роль — Кристофф
- 2014 ТВ сериал «Опроштајни валцер», роль — Лајко Зобар
- 2014 ТВ сериал «Ургентни центар», роль — др Немања Арсић
- 2017 ТВ сериал «Гостиница „Россия“» — Мануэль Сантос
- 2021 ТВ сериал «Русская жена» — сириец Камиль, муж Алины[1][2]
- 2022 ТВ сериал «Янычар» — султан Мехмед III
- 2022 ТВ сериал «Эпидемия (второй сезон)» — Рикардо
- 2022 ТВ сериал «Казанова в России. Тайная миссия» — Джакомо Казанова